# Pouilly-lès-Feurs
Pouilly-lès-Feurs település Franciaországban, Loire megyében. Lakosainak száma 1197 fő (2022. január 1.). Pouilly-lès-Feurs Balbigny, Bussières, Civens, Épercieux-Saint-Paul, Néronde és Rozier-en-Donzy községekkel határos.

## Népesség
A település népességének változása:
| Lakosok száma | 842  | 953  | 1021 | 1031 | 1218 | 1254 | 1239 | 1202 | 1207 | 1197 |
|               | 1968 | 1982 | 1990 | 2006 | 2013 | 2015 | 2017 | 2019 | 2020 | 2022 |